# Единадесета пехотна македонска дивизия
Единадесета пехотна македонска дивизия е българска военна част, формирана предимно от българи от Македония и действала в Първата световна война. Дивизията е наследник на Македоно-одринското опълчение.

## Предистория
Дивизията е създадена през 1915 година по идея на ръководството на старата ВМОРО около полковник Александър Протогеров. Още през януари 1915 година майор Петър Дървингов представя пред военното министерство доклад по използването на Македоно-одринското опълчение, в който твърди, че повторното формиране на опълчението може да се наложи и оправдае главно, ако то получи задача да заеме Македония. Първоначалният план е да се сформира около 25 000-на армия от македонски бежанци, която под формата на чети да нахлуе в окупираната от Сърбия Вардарска Македония и да предизвика въстание в тила на сражаващите се на север с австро-унгарците сръбски части. За да се постиге тази цел опълчението трябва да е голяма военна сила, способна самостоятелно да води бой и да управлява завоюваната територия. Тази идея не е осъществена поради бързата намеса на България във войната.

## Формиране
Съображенията на военното командване при формирането на отделна бежанска част са да се покрият загубите от Балканските война, да се подготвят бежанците за война още в мирно време и така да се избегне грешката от Балканската война и Македоно-одринското опълчение и да се покаже пред света, че войната се води за освобождаване на земи, населени с българи.
Заповедта за създаването на единадесета дивизия е издадена на 22 август 1915 година, едновременно с оформянето на Плеската конвеция. Наречена е първоначално Кадрова дивизия, а от 12 септември – 11 пехотна македонска. Формирана е от 1 до 4 септември по специален щат при общата мобилизация на действащата армия през септември, непосредствено преди намесата на България в Първата световна война от българи от Македония – доброволци бежанци, неслужили в българската армия както и дезертьори от сръбската и гръцката армия. Дивизията включва 7 полка – 6 пехотни (наречени 1 – 6 македонски полк) и 1 артилерийски, както и други подразделения с личен състав към първия си оперативен ден от 34 745 войници и офицери. Почти всички офицери са от Македония. Командир на дивизията е охридчанинът генерал Кръстю Златарев, а началник-щаб – кукушанинът полковник Петър Дървингов. Други известни имена от офицерския състав на дивизията са командирът на Втора пехотна бригада – прилепчанецът полковник Григор Кюркчиев, командирът на Трета пехотна бригада охридчанинът полковник Протогеров и командирът на Пети пехотен македонски полк – скопянецът подполковник Борис Дрангов.

## Боен път
През 1915 година при българското настъпление срещу Сърбия дивизията в състава на Втора българска армия участва в боевете при Криволак, Струмица, Кавадарци и Неготино. Личният състав на дивизията постоянно се попълва от българи, дезертирали от сръбската армия към българските или към съюзните на България австро-унгарски войски. На следващата 1916 година към Единадесета дивизия е прибавен още един артилерийски полк и тя влиза в боевете срещу английски части по долината на Струма. През май 1917 година дивизията е преустроена по модела на останалите български дивизии и полковете ѝ получават номера от 59 до 64, като отпада името „македонски“. През 1918 година две бригади на дивизията са придадени на Втора армия, а една заема част от Дойранската позиция до връх Висока чука в Беласица и участва в епичните Дойрански сражения през есента на 1918 година, в които Първа българска армия отблъсква англо-гръцкото настъпление.
След съглашенския пробив при Добро поле през септември 1918 година дивизията отстъпва организирано към Горна Джумая, където е демобилизирана. През април 1919 година 11-а дивизия е разформирована.

## След войната
Канцеларията на 11 дивизия на улица „Гурко“ №22 в София в 1919 година се превръща в средище на възстановяването на ВМРО и неофициален щаб на организацията, от който постоянно пристигат и заминават за Македония куриери, четници и войводи. Част от снаряжението и оръжието на 11 дивизия е укрито от Съглашението в тайни складове и минава в наследство на ВМОРО.